# Microlandreva
Microlandreva is een geslacht van rechtvleugeligen uit de familie krekels (Gryllidae). De wetenschappelijke naam van dit geslacht is voor het eerst geldig gepubliceerd in 1958 door Lucien Chopard.

## Soorten
Het geslacht Microlandreva omvat de volgende soorten:
- Microlandreva notabilis Chopard, 1958
- Microlandreva parvotibialis Hugel, 2009